# Daniel Wisgott
Daniel Wisgott (Essen, 13 de febrero de 1988) es un deportista alemán que compitió en remo. Ganó dos medallas de oro en el Campeonato Mundial de Remo, en los años 2010 y 2014, en la prueba de ocho con timonel ligero.

## Palmarés internacional
| Campeonato Mundial | Campeonato Mundial        | Campeonato Mundial | Campeonato Mundial      |
| Año                | Lugar                     | Medalla            | Prueba                  |
| ------------------ | ------------------------- | ------------------ | ----------------------- |
| 2010               | Cambridge (Nueva Zelanda) | Medalla de oro     | Ocho con timonel ligero |
| 2014               | Ámsterdam (Países Bajos)  | Medalla de oro     | Ocho con timonel ligero |